# Haute Voltige (série télévisée)
Pour l’article homonyme, voir Haute Voltige.
Haute Voltige (Высший пилотаж) est une série télévisée russe en seize épisodes d'environ 44 minutes diffusée du 18 au 28 mai 2009 sur la chaîne de télévision Rossiya 1.
Cette série est inédite dans tous les pays francophones.

## Fiche technique
- Titre original : Высший пилотаж
- Titre français : Haute Voltige
- Création : Dmitry Kamorin
- Scénario : Dmitry Kamorin
- Casting : Voir Distribution
- Production :
  - Natalia Pribylova
  - Stanislav Pribylov
- Sociétés de production : Alfa Media
- Sociétés de distribution : Rossiya 1
- Pays d'origine :  Russie
- Langue originale : Russe
- Genre : Drame aéronautique
- Nombre de saisons : 1
- Nombre d'épisodes : 16
- Durée : 45 minutes
- Dates de première diffusion :
  -  Russie : 18 mai 2009

## Distribution
- Boris Chtcherbakov : Igor Volokhov
- Sergey Karjakin (ru) : Sergey Vasiliev
- Olga Lomonossova : Natalia Stebeltsova
- Mariya Gorban (es) : Maria « Marusya » Volokhova
- Anatoly Kalmykov : Mikhail Bershidsky
- Sergey Girin (ru) : Gennady Sapronov
- Alexander Ermakov (ru) : Mikhail Kudrin

## Sources
- (ru) Cet article est partiellement ou en totalité issu de l’article de Wikipédia en russe intitulé « Высший пилотаж (телесериал) » (voir la liste des auteurs).